# وزارة الأشغال العامة والإسكان (سوريا)
تساهم وزارة الأشغال العامة والإسكان في شؤون التخطيط والتنمية العمرانية برسم السياسة العامة للتخطيط والتنمية العمرانية المستدامة، وإعداد مخططات وبرامج التنمية من المستوى الإقليمي إلى المستوى المحلي. وفي شؤون الإسكان والتطوير العقاري بالعمل على توفير المقومات الأساسية لتطوير قطاع الإسكان لإخراج منتجات عقارية تلبي حاجة المجتمع عبر مشاريع تطوير عقاري. أما في شؤون الأشغال العامة فبتنفيذ مشاريع التشييد والبناء في جهات القطاع العام الإداري من خلال عمل شركات الإنشاءات العامة التابعة للوزارة.
أحدثت الوزارة عام 2016 نتيجة لدمج وزارتي «الأشغال العامة» و «الإسكان والتنمية العمرانية»  ويرأسها المهندس سهيل عبد اللطيف منذ 26 تشرين الثاني 2018.

## لمحة تاريخية
البداية من أم الوزارات وزارة النافعة عام 1920 وحتى حزيران 1922 عندما أُنْشِئَتْ مديرية الأشغال العمومية الاتحادية ومن ثم وزارة الأشغال العامة في نهاية عام 1924. عادت إلى أمها النافعة بين شباط 1928 وآب 1930 في حكومة تاج الدين الحسني الأولى، وفي نفس الحكومة عادة باسم وزارة الأشغال العامة مع تغيير الوزير. أُضيفت مهام البرق والبريد إلى الوزارة بين نيسان 1942 وآذار 1943. سُميت باسم وزارة الأشغال العامة والمواصلات لمدة شهرين في حكومة هاشم الأتاسي ومرة أخرى من نهاية آذار 1951 لمدة سبع سنوات.
عندما اتحدت سوريا مع مصر في الجمهورية العربية المتحدة عادت باسم وزارة الأشغال العامة أو العمومية. في الحكومة الأخيرة للجمهورية سُميت باسم وزارة الأشغال وأحدثت أخرى باسم وزارة الإسكان والمرافق.
عادت الوزارة باسم وزارة الأشغال بعد الوحدة حتى تشرين الأول 1966 لتصير باسم وزارة الأشغال العامة والثروة المائية وصاحبتها وزارة الإسكان والمرافق المحدثة بموجب المرسوم التشريعي رقم /96/ لعام 1974.
غابت الأشغال العامة وأُحدثت وزارة الإنشاء والتعمير بموجب القانون رقم /15/ لعام 1982؛ وبقيت مع الإسكان والمرافق حتى عام 2003 لتُدمج الوزارتين معا باسم وزارة الإسكان والتعمير بموجب المرسوم التشريعي رقم /70/.
فُصلت الوزارتين مجددا بصدور المرسوم التشريعي رقم 45 الصادر في 23 حزيران 2012 الناص على إحداث وزارتان باسم «وزارة الإسكان والتنمية العمرانية» و «وزارة الأشغال العامة». المادة الثانية نصت على تولي وزارة الإسكان والتنمية العمرانية المهام التي كانت تتولاها وزارة الإسكان والمرافق؛ وعلى تولي وزارة الأشغال العامة المهام التي كانت تتولاها وزارة الإنشاء والتعمير قبل نفاذ المرسوم التشريعي رقم /70/ لعام 2003.
في 31 تموز 2016 صدر القانون رقم /17/ القاضي بإحداث وزارة باسم وزارة الأشغال العامة والإسكان ونصت المادة الثانية على أن تحل عبارة “وزارة الأشغال العامة والإسكان” محل عبارتي “وزارة الأشغال العامة” و”وزارة الإسكان والتنمية العمرانية”

## الهيكل التنظيمي

### مديريات الوزارة
- مديرية التدريب المهني
  - دائرة شؤون المتدربين
  - دائرة الشؤون العلمية
- مديرية المشاريع ومتابعة التنفيذ
  - دائرة الجودة والإشراف على التنفيذ
  - دائرة التدقيق والتصفية
  - دائرة شؤون الشركات
- مديرية التخطيط والتعاون الدولي
  - دائرة التخطيط
  - دائرة الإحصاء
  - دائرة التعاون العربي والدولي
- مديرية السياسات الإسكانية
  - دائرة الدراسات الإسكانية
  - دائرة البيانات التنموية
- مديرية التخطيط العمراني
  - دائرة تنفيذ التخطيط
  - دائرة الطبوغرافيا
  - دائرة التخطيط الحضري
- مديرية المخططات التنظيمية
  - دائرة الدراسات التنظيمية
  - دائرة التدقيق
  - دائرة أمانة الخارطة
- مديرية الاتصال والدعم التنفيذي
  - دائرة الأعمال الإدارية
  - دائرة الإعلام والنشر
  - دائرة التنسيق والمتابعة
  - دائرة محاسبة الإدارة
- مديرية التنمية الإدارية
  - دائرة التطوير المؤسساتي
  - دائرة الموارد البشرية
  - دائرة التدريب والتأهيل الإداري الفني
  - دائرة الديوان العام
- مديرية الرقابة الداخلية
  - دائرة التفتيش والتحقيق
  - دائرة تنفيذ التقارير التفتيشية
- مديرية الجاهزية والخدمات
  - دائرة أمن المنشآت
  - دائرة الصيانة والآليات
- مديرية العقود والشؤون القانونية
  - دائرة العقود
  - دائرة الدراسات والقضايا
- مديرية التقانة والبيانات المؤتمتة
  - دائرة التجهيزات الحاسوبية والشبكات
  - دائرة البرمجة
  - دائرة خدمات البيانات
- مديرية شؤون النقابات
  - دائرة متابعة نقابة المقاولين
  - دائرة متابعة نقابة المهندسين
- مديرية التعاون السكني
  - الدوائر
    - دائرة الرقابة والإشراف والمتابعة
    - دائرة الإحصاء والمعلومات
    - دائرة الإشراف المالي على الجمعيات

  - مديريات التعاون السكني في المحافظات
- الإدارة المالية

### الجهات المرتبطة الوزير
- المؤسسة العامة للإسكان
- الشركة العامة للدراسات الهندسية
- الشركة العامة للمشاريع المائية
- الشركة العامة للطرق والجسور
- الشركة العامة للبناء والتعمير
- هيئة التخطيط الإقليمي
- الشركة العامة لأعمال الكهرباء والاتصالات
- الهيئة العامة للتطوير والاستثمار العقاري

### الجهات التي تشرف عليها الوزارة
- نقابة المهندسين
- نقابة المقاولين

### المعاهد والمراكز
- مراكز التدريب المهني
- معاهد المراقبين الفنيين

## مهام الوزارة
تتولى على وجه الخصوص المهام التالية:

### أولاً
1.تنفيذ المشاريع الانشائية العائدة للجهات العامة ذات الطابع الإداري.
2.وضع التصاميم والدراسات والتدقيق والإشراف على المشاريع الإنشائية.
3 ـ دراسة البرامج الوظيفية بالتنسيق مع الجهة صاحبة المشروع.
4 ـ تنفيذ المشاريع الإنشائية للجهات العامة الأخرى التي تكلف بها من قبل المجلس الأعلى للتخطيط بما يضمن تأمين جبهات عمل كافية لتنفيذ خطط الشركات والمؤسسات الإنشائية بموجب عقود أشغال مع هذه الشركات.
5 ـ إصدار دفاتر الشروط الفنية العامة والخاصة للمشاريع الإنشائية على اختلاف أنواعها.
6 ـ المشاركة مع الجهات العامة المختصة في تحديث أنظمة العقود ودفاتر الشروط العامة.
7 ـ وضع التعليمات الملزمة في مجال التوصيف لمواد البناء بالمشاركة مع نقابة المهندسين.
8 ـ إعداد وتأهيل المراقبين الفنيين وتطوير مناهج التدريس والتدريب في معاهد المراقبين الفنيين ومراكز التدريب المهني.
9 ـ التدريب والتأهيل الفني في مجال البناء والإنشاء والأشغال.
10 ـ المهام التي يكلفها بها مجلس الوزراء في مجال البناء والإنشاء والأشغال العامة.

### ثانياً
تشرف الوزارة على نقابتي المهندسين والمقاولين وينظم قانوني نقابتي المهندسين والمقاولين العلاقة بينها وبين النقابتين.

### ثالثاً
التعاون مع الاتحاد العام لنقابات العمال بتنظيم مهنة عمال البناء والإنشاء على شكل مجموعات مهنية متخصصة، ويتم التعاقد بين مؤسسات وشركات الإنشاءات العامة وهذه المجموعات مباشرة على أساس وحدة الإنتاج.
- وتتولى الوزارة الإشراف على معاهد المراقبين الفنيين ومراكز التدريب المهني عبر مديرية التعليم الفني والتدريب المهني
- تشرف الوزارة على نقابتي المهندسين والمقاولين والاتحاد العام للتعاون السكني وينظم قانون كل منها العلاقة بينها وبين الوزارة
- وتتعاون مع الاتحاد العام لنقابات العمال بتنظيم مهنة عمال البناء والإنشاء على شكل مجموعات مهنية متخصصة
-وزارة الأشغال العامة هي الوزارة المختصة بالإشراف على مؤسسات وشركات الإنشاءات العامة الخاضعة لأحكام المرسوم التشريعي رقم /84/ لعام 2005 ، وتتولى بوجه خاص بهذا الشأن المهام التالية:
1ـ تطوير هذه المؤسسات والشركات من حيث الحجم والاختصاص وتحديث أنظمتها المنصوص عليها في المادة /8/ من المرسوم التشريعي رقم /84/ لعام 2005.
2 ـ توزيع المشاريع على مؤسسات وشركات الإنشاءات العامة مع احتفاظها بحق التقدم للمشاريع الأخرى.
3 ـ التنسيق بين هذه المؤسسات والشركات وتحديد وتعزيز سبل التعاون بينها.
4 ـ العمل على حل ما قد ينشأ من خلاف بين هذه المؤسسات والشركات من جهة وسائر الجهات العامة من جهة أخرى بالطرق الودية، وإذا لم يتوصل إلى حل ودي يرفع الخلاف للنظر فيه إلى لجنة مختصة تشكل لهذا الغرض بقرار من رئيس مجلس الوزراء بناء على اقتراح وزير الاشغال. العامة وتعد قرارات هثه اللجنة ملزمة لجميع الجهات العامة بعد اعتمادها من وزير الاشغال العامة وتصديقها من رئيس مجلس الوزراء.

## قائمة الوزراء
| الاسم                                 | فترة الولاية                    | فترة الولاية         | الحكومة                                                                                           |              |              |
| وزير النافعة                          | وزير النافعة                    | وزير النافعة         | وزير النافعة                                                                                      | وزير النافعة | وزير النافعة |
| ------------------------------------- | ------------------------------- | -------------------- | ------------------------------------------------------------------------------------------------- | ------------ | ------------ |
| يوسف الحكيم                           | 9 آذار 1920                     | 3 أيـار 1920         | حكومة رضا الركابي الثالثة                                                                         |              |              |
| جورج رزق الله                         | من 3 أيـار 1920                 | 24 تمـوز 1920        | حكومة هاشم الأتاسـي الأولى                                                                        |              |              |
| يوسف الحكيم                           | 25 تمـوز 1920                   | 21 آب 1920           | حكومة علاء الدين الدروبي                                                                          |              |              |
| شاكر القيم                            | 6 أيلـول 1920                   | 30 تشرين الثاني 1920 | حكومة جميل الألشي الأولى                                                                          |              |              |
| مدير النافعة العامة                   |                                 |                      |                                                                                                   |              |              |
| شاكر القيم                            | 1 كانون الأول 1920              | 28 حزيران 1922       | حكومة حقي العـظم                                                                                  |              |              |
| مدير الأشغال العمومية الاتحادية       |                                 |                      |                                                                                                   |              |              |
| حسن عزت باشا                          | 28 حزيران 1922                  | 21 كانون الأول1924   | حكومة صبحي بركات الخالدي الأولى                                                                   |              |              |
| وزير الأشغال العامة                   |                                 |                      |                                                                                                   |              |              |
| حسن عزت باشا                          | 21 كانون الأول 1924             | 21 كانون الأول 1925  | حكومة صبحي بركات الخالدي الثانية                                                                  |              |              |
| لطفي الحفار                           | 4 أيـار 1926                    | 12 حزيران 1926       | حكومة أحمد نامي الأولى                                                                            |              |              |
| شكيب بك ميسر                          | 12 حزيران 1926                  | 2 كانون الأول 1926   | حكومة أحمد نامي الثانية                                                                           |              |              |
| رشيد بك المدرس                        | 2 كانون الأول 1926              | 8 شباط 1928          | حكومة أحمد نامي الثالثة                                                                           |              |              |
| وزير النافعة                          |                                 |                      |                                                                                                   |              |              |
| توفيق شامية                           | 15 شباط 1928                    | 14 آب 1930           | حكومة تاج الدين الحسني الأولى                                                                     |              |              |
| وزير الأشغال العامة                   |                                 |                      |                                                                                                   |              |              |
| فؤاد العادلي                          | 14 آب 1930                      | 19 تشرين الثاني 1931 | حكومة تاج الدين الحسني الأولى                                                                     |              |              |
| سليم بك جنبرت                         | 15 حزيران 1932                  | 17 آذار 1934         | حكومة السيد حقي بك العظم                                                                          |              |              |
| جميل الألشي                           | 17 آذار 1934                    | 23 شباط 1936         | حكومة تاج الدين الحسني الثانية                                                                    |              |              |
| نسيب البكري                           | 5 نيسـان 1941                   | 12 أيلـول 1941       | حكومة خالد العظم الأولى                                                                           |              |              |
| منير العباس                           | 20 أيلـول 1941                  | 17 نيسان 1942        | حكومة حسن الحكيم الأولى                                                                           |              |              |
| وزير الأشغال العامة والبرق والبريد    |                                 |                      |                                                                                                   |              |              |
| منير بك العباس                        | 18 نيسان 1942                   | 25 آذار 1943         | حكومة حسني البرازي حكومة جميل الألشي الثانية                                                      |              |              |
| وزير الأشغال العامة                   |                                 |                      |                                                                                                   |              |              |
| نعيم أنطاكي                           | 25 آذار 1943                    | 19 آب 1943           | حكومة عطا الأيوبي                                                                                 |              |              |
| مظهر رسلان                            | 19 آب 1943                      | 14 تشرين الأول 1944  | حكومة سعد الله الجابري الأولى                                                                     |              |              |
| عبد الرحمن الكيالي                    | 14 تشرين الأول 1944             | 5 نيسـان 1945        | حكومة فارس الخوري الأولى                                                                          |              |              |
| حكمت الحكيم                           | 7 نيسان1945                     | 23 آب 1945           | حكومة فارس الخوري الثانية                                                                         |              |              |
| حكمت الحكيم                           | 26 آب 1945                      | 30 أيلـول 1945       | حكومة فارس الخوري الثالثة                                                                         |              |              |
| نعيم انطاكي (بالوكالة)                | 30 أيلـول 1945                  | 1 كانون الأول 1945   | حكومة سعد الله الجابري الثانية                                                                    |              |              |
| فتح الله صقال                         | 1 كانون الأول 1945              | 25 نيسان 1946        | حكومة سعد الله الجابري الثانية                                                                    |              |              |
| ميخائيل اليان                         | 26 نيسان 1946                   | 27 كانون الأول 1946  | حكومة سعد الله الجابري الثالثة                                                                    |              |              |
| عدنان الأتاسي                         | 28 كانون الأول 1946             | 2 تشرين الأول 1947   | حكومة جميل مردم بك الثانية                                                                        |              |              |
| أحمد الرفاعي                          | 6 تشرين الأول 1947              | 19 آب 1948           | حكومة جميل مردم بك الثالثة                                                                        |              |              |
| أحمد الرفاعي                          | 23 آب 1948                      | 2 كانون الأول 1948   | حكومة جميل مردم بك الرابعة                                                                        |              |              |
| مجد الدين الجابري                     | 16 كانون الأول 1948             | 29 آذار 1949         | حكومة خالد العظم الثانية                                                                          |              |              |
| أسعد الكوراني                         | 16 نيسـان 1949                  | 19 نيسان 1949        | حكومة حسني الزعيم                                                                                 |              |              |
| فتح الله الصقال                       | 19 نيسان 1949                   | 14 آب 1949           | حكومة حسني الزعيم حكومة محسن البرازي                                                              |              |              |
| وزير الأشغال العامة والمواصلات        |                                 |                      |                                                                                                   |              |              |
| مجد الدين الجابري                     | 14 آب 1949                      | 17 آب 1949           | حكومة هاشم الأتاسي                                                                                |              |              |
| فتح الله آسيون                        | 17 آب 1949                      | 14 كانون الأول 1949  | حكومة هاشم الأتاسي                                                                                |              |              |
| وزير الأشغال                          |                                 |                      |                                                                                                   |              |              |
| محمد المبارك                          | 24 كانون الأول 1949             | 4 حزيران 1950        | حكومة ناظم القدسي الأولى حكومة خالد العظم الثالثة                                                 |              |              |
| جورج شلهوب                            | 4 حزيران 1950                   | 8 أيلول 1950         | حكومة ناظم القدسي الثانية                                                                         |              |              |
| أحمد قنبر                             | 8 أيلول 1950                    | 27 آذار 1951         | حكومة ناظم القدسي الثالثة                                                                         |              |              |
| وزير الأشغال العامة والمواصلات        |                                 |                      |                                                                                                   |              |              |
| سامي طيارة                            | 27 آذار 1951                    | 9 آب 1951            | حكومة خالد العظم الرابعة                                                                          |              |              |
| حامد الخوجة                           | 9 آب 1951                       | 28 تشرين الثاني 1951 | حكومة حسن الحكيم الثانية                                                                          |              |              |
| جورج شاهين                            | 28 تشرين الثاني 1951            | 1 كانون الأول 1951   | حكومة معروف الدواليبي الأولى                                                                      |              |              |
| توفيق هارون                           | 9 حزيران 1952                   | 11 تموز 1953         | حكومة فوزي سلو                                                                                    |              |              |
| فتح الله آسيون                        | 19 تموز 1953                    | 1 آذار 1954          | حكومة أديب الشيشكلي                                                                               |              |              |
| رشاد جبري                             | 1 آذار 1954                     | 19 حزيران 1954       | حكومة صبري العسلي الأولى                                                                          |              |              |
| نبيه الغزي                            | 19 حزيران 1954                  | 29 تشرين الأول 1954  | حكومة سعيد الغزي الأولى                                                                           |              |              |
| مجد الدين الجابري                     | 29 تشرين الأول 1954             | 13 شباط 1955         | حكومة فارس الخوري الرابعة                                                                         |              |              |
| عبد الباقي نظام الدين                 | 13 شباط 1955                    | 14 حزيران 1956       | حكومة صبري العسلي الثانية حكومة سعيد الغزي الثانية                                                |              |              |
| مجد الدين الجابري                     | 14 حزيران 1956                  | 31 كانون الأول 1956  | حكومة صبري العسلي الثالثة                                                                         |              |              |
| فاخر كيالي                            | 31 ديسمبر 1956                  | 6 آذار 1958          | حكومة صبري العسلي الرابعة                                                                         |              |              |
| وزير الأشغال العامة                   |                                 |                      |                                                                                                   |              |              |
| نور الدين كحالة (الإقليم الشمالي)     | 6 آذار 1958                     | 7 تشرين الأول 1958   | حكومة جمال عبد الناصر الخامسة                                                                     |              |              |
| محمد عبده الشرباصي (الوزارة المركزية) | 7 تشرين الأول 1958              | 16 آب 1961           | حكومة جمال عبد الناصر السادسة                                                                     |              |              |
| وزير الأشغال                          | 16 آب 1961                      | 28 أيلول 1961        | حكومة جمال عبد الناصر السابعة                                                                     |              |              |
| أحمد عبده الشرباصي                    | 16 آب 1961                      | 28 أيلول 1961        | حكومة جمال عبد الناصر السابعة                                                                     |              |              |
| وزير الإسكان والمرافق                 | 16 آب 1961                      | 28 أيلول 1961        | حكومة جمال عبد الناصر السابعة                                                                     |              |              |
| طعمة العودة الله                      | 16 آب 1961                      | 28 أيلول 1961        | حكومة جمال عبد الناصر السابعة                                                                     |              |              |
| وزير الأشغال العامة والمواصلات        |                                 |                      |                                                                                                   |              |              |
| عبد الرحمن حورية                      | 29 أيلـول 1961                  | 22 كانون الأول 1961  | حكومة مأمون الكزبري حكومة عزت النص                                                                |              |              |
| وزير الأشغال العامة                   |                                 |                      |                                                                                                   |              |              |
| محمد الشواف                           | 22 كانون الأول 1961             | 27 آذار 1962         | حكومة معروف الدواليبي الثانية                                                                     |              |              |
| روبير الياس                           | 16 نيسان 1962                   | 8 آذار 1963          | حكومة بشير العظمة حكومة خالد العظم الخامسة                                                        |              |              |
| أحمد أبو صالح                         | 9 آذار 1963                     | 12 تشرين الثاني 1963 | حكومة صلاح الدين البيطار الأولى حكومة صلاح الدين البيطار الثانية حكومة صلاح الدين البيطار الثالثة |              |              |
| نور الدين الرفاعي                     | 12 تشرين الثاني 1963            | 3 تشرين الأول 1964   | حكومة أمين الحافظ الأولى حكومة صلاح الدين البيطار الرابعة                                         |              |              |
| محمود تجار                            | 3 تشرين الأول 1964              | 23 أيـار 1965        | حكومة أمين الحافظ الثانية                                                                         |              |              |
| ممدوح جابر                            | 23 أيلـول 1965                  | 27 كانون الأول 1965  | حكومة يوسف زعين الأولى                                                                            |              |              |
| سميح الفاخوري                         | 1 كانون الثاني 1966             | 23 شباط 1966         | حكومة صلاح الدين البيطار الخامسة                                                                  |              |              |
| ممدوح جابر                            | 1 آذار 1966                     | 16 تشرين الأول 1966  | حكومة يوسف زعين الثانية                                                                           |              |              |
| وزير الأشغال العامة والثروة المائية   |                                 |                      |                                                                                                   |              |              |
| ممدوح جابر                            | 16 تشرين الأول 1966             | 29 أيار 1969         | حكومة يوسف زعين الثانية حكومة نور الدين الأتاسي                                                   |              |              |
| سامي صوفان                            | 29 أيار 1969                    | 15 تشرين الثاني 1970 | حكومة نور الدين الأتاسي                                                                           |              |              |
| عبد الغني قنوت                        | 21 تشرين الثاني 1970            | 7 آب 1976            | حكومة حافظ الأسد حكومة عبد الرحمن خليفاوي الأولى حكومة محمود الأيوبي                              |              |              |
| وزير الأشغال العامة والثروة المائية   | 7 آب 1976                       | 14 كانون الثاني 1980 | حكومة عبد الرحمن خليفاوي الثانية حكومة محمد علي الحلبي                                            |              |              |
| ناظم قدور                             | 7 آب 1976                       | 14 كانون الثاني 1980 | حكومة عبد الرحمن خليفاوي الثانية حكومة محمد علي الحلبي                                            |              |              |
| وزير الإسكان والمرافق                 | 7 آب 1976                       | 14 كانون الثاني 1980 | حكومة عبد الرحمن خليفاوي الثانية حكومة محمد علي الحلبي                                            |              |              |
| محرم طيارة                            | 7 آب 1976                       | 14 كانون الثاني 1980 | حكومة عبد الرحمن خليفاوي الثانية حكومة محمد علي الحلبي                                            |              |              |
| وزير الإسكان والمرافق                 | 14 كانون الثاني 1980            | 3 كانون الأول 1981   | حكومة عبد الرؤوف الكسم الأولى                                                                     |              |              |
| نورس الدقر                            | 14 كانون الثاني 1980            | 3 كانون الأول 1981   | حكومة عبد الرؤوف الكسم الأولى                                                                     |              |              |
| وزير الأشغال العامة والثروة المائية   | 14 كانون الثاني 1980            | 11 آذار 1984         | حكومة عبد الرؤوف الكسم الأولى                                                                     |              |              |
| نايف جربوع                            | 14 كانون الثاني 1980            | 11 آذار 1984         | حكومة عبد الرؤوف الكسم الأولى                                                                     |              |              |
| وزير الإسكان والمرافق                 | 3 كانون الأول 1981              | 8 نيسان 1985         | حكومة عبد الرؤوف الكسم الأولى حكومة عبد الرؤوف الكسم الثانية                                      |              |              |
| أحمد سليم درويش                       | 3 كانون الأول 1981              | 8 نيسان 1985         | حكومة عبد الرؤوف الكسم الأولى حكومة عبد الرؤوف الكسم الثانية                                      |              |              |
| وزير الإنشاء والتعمير                 | وزير الإنشاء والتعمير           | 1 تشرين الثاني 1987  | حكومة عبد الرؤوف الكسم الثانية حكومة عبد الرؤوف الكسم الثالثة                                     |              |              |
| رياض البغدادي                         | 11 آذار 1984                    | 1 تشرين الثاني 1987  | حكومة عبد الرؤوف الكسم الثانية حكومة عبد الرؤوف الكسم الثالثة                                     |              |              |
| وزير الإسكان والمرافق                 | وزير الإسكان والمرافق           | 1 تشرين الثاني 1987  | حكومة عبد الرؤوف الكسم الثالثة                                                                    |              |              |
| عدنان قولي                            | 8 نيسان 1985                    | 1 تشرين الثاني 1987  | حكومة عبد الرؤوف الكسم الثالثة                                                                    |              |              |
| وزير الإنشاء والتعمير                 | 1 تشرين الثاني 1987             | 29 حزيران 1992       | حكومة محمود الزعبي الأولى                                                                         |              |              |
| مروان فرا                             | 1 تشرين الثاني 1987             | 29 حزيران 1992       | حكومة محمود الزعبي الأولى                                                                         |              |              |
| وزير الإسكان والمرافق                 | 1 تشرين الثاني 1987             | 29 حزيران 1992       | حكومة محمود الزعبي الأولى                                                                         |              |              |
| محمد نور عنتابي                       | 1 تشرين الثاني 1987             | 29 حزيران 1992       | حكومة محمود الزعبي الأولى                                                                         |              |              |
| وزير الإنشاء والتعمير                 | 29 حزيران 1992                  | 13 آذار 2000         | حكومة محمود الزعبي الثانية                                                                        |              |              |
| ماجد عزو الرحيباني                    | 29 حزيران 1992                  | 13 آذار 2000         | حكومة محمود الزعبي الثانية                                                                        |              |              |
| وزير الإسكان والمرافق                 | 29 حزيران 1992                  | 13 كانون الأول 2001  | حكومة محمود الزعبي الثانية حكومة مصطفى ميرو الأولى                                                |              |              |
| حسام الصفدي                           | 29 حزيران 1992                  | 13 كانون الأول 2001  | حكومة محمود الزعبي الثانية حكومة مصطفى ميرو الأولى                                                |              |              |
| وزير الإنشاء والتعمير                 | 13 آذار 2000                    | 13 كانون الأول 2001  | حكومة مصطفى ميرو الأولى                                                                           |              |              |
| نهاد مشنطط                            | 13 آذار 2000                    | 13 كانون الأول 2001  | حكومة مصطفى ميرو الأولى                                                                           |              |              |
| وزير الإسكان والمرافق                 | 13 كانون الأول 2001             | 18 أيلول 2003        | حكومة مصطفى ميرو الثانية                                                                          |              |              |
| أدهم وانلي                            | 13 كانون الأول 2001             | 18 أيلول 2003        | حكومة مصطفى ميرو الثانية                                                                          |              |              |
| وزير الإنشاء والتعمير                 | 13 كانون الأول 2001             | 18 أيلول 2003        | حكومة مصطفى ميرو الثانية                                                                          |              |              |
| حسام الأسود                           | 13 كانون الأول 2001             | 18 أيلول 2003        | حكومة مصطفى ميرو الثانية                                                                          |              |              |
| وزير الإسكان والتعمير                 |                                 |                      |                                                                                                   |              |              |
| محمد نهاد مشنطط                       | 18 أيلول 2003                   | 11 شباط 2006         | حكومة محمد ناجي العطري                                                                            |              |              |
| حمود الحسين                           | 11 شباط 2006                    | 18 أيلول 2008        | حكومة محمد ناجي العطري                                                                            |              |              |
| عمر غلاونجي                           | 18 أيلول 2008                   | 14 نيسان 2011        | حكومة محمد ناجي العطري                                                                            |              |              |
| هالة محمد الناصر                      | 14 نيسان 2011                   | 23 حزيران 2012       | حكومة عادل سفر                                                                                    |              |              |
| وزير الإسكان والتنمية العمرانية       | 23 حزيران 2012                  | 9 شباط 2013          | حكومة رياض حجاب حكومة وائل الحلقي الأولى                                                          |              |              |
| ياسر السباعي                          | 23 حزيران 2012                  | 9 شباط 2013          | حكومة رياض حجاب حكومة وائل الحلقي الأولى                                                          |              |              |
| وزير الأشغال العامة                   | 23 حزيران 2012                  | 27 آب 2014           | حكومة رياض حجاب حكومة وائل الحلقي الأولى                                                          |              |              |
| صفوان العساف                          | 23 حزيران 2012                  | 27 آب 2014           | حكومة رياض حجاب حكومة وائل الحلقي الأولى                                                          |              |              |
| وزير الأشغال العامة                   | وزير الأشغال العامة             | 31 تموز 2016         | حكومة وائل الحلقي الأولى حكومة وائل الحلقي الثانية                                                |              |              |
| حسين عرنوس                            | 9 شباط 2013                     | 31 تموز 2016         | حكومة وائل الحلقي الأولى حكومة وائل الحلقي الثانية                                                |              |              |
| وزير الإسكان والتنمية العمرانية       | وزير الإسكان والتنمية العمرانية | 31 تموز 2016         | حكومة وائل الحلقي الثانية                                                                         |              |              |
| محمد وليد غزال                        | 27 آب 2014                      | 31 تموز 2016         | حكومة وائل الحلقي الثانية                                                                         |              |              |
| وزير الأشغال العامة والإسكان          |                                 |                      |                                                                                                   |              |              |
| حسين عرنوس                            | 31 تموز 2016                    | 26 تشرين الثاني 2018 | حكومة عماد خميس                                                                                   |              |              |
| سهيل عبد اللطيف                       | 26 تشرين الثاني 2018            | في المنصب            | حكومة عماد خميس حكومة حسين عرنوس الأولى حكومة حسين عرنوس الثانية                                  |              |              |

## روابط خارجية
- الموقع الرسمي للوزارة
- مجلس الوزراء السوري
- وزارات الدولة على بوابة الحكومة الإلكترونية السورية
- الوزارات والهيئات الحكومية على موقع مجلس الشعب السوري